# Sheila Benson
Pour les articles homonymes, voir Benson.
Sheila Benson (4 décembre 1930 - 23 février 2022) est une journaliste et critique de cinéma américaine ayant entre autres travaillé pour le Los Angeles Times de 1981 à 1991.

## Biographie
Sheila Benson est né le 4 décembre 1930  à New York fille de Dwight Franklin un costumier et Mary C. McCall Jr., une scénariste et romancière.
Sa famille a déménagé à Beverly Hills en Californie, où elle a fréquenté le Beverly Hills High School . Elle a ensuite étudié l'art dramatique à l'université de Californie à Los Angeles (UCLA) aux côtés de Carol Burnett et James Dean.
Benson a d'abord travaillé comme critique de cinéma et intervieweur pour le Pacific Sun à Mill Valley pendant huit ans. Elle a également été critique de cinéma pour une station de radio du comté de Marin  et a écrit une chronique intitulée « Good Movies » dans le trimestriel Co-Evolution Quarterly à partir de l'hiver 1978. Elle est devenue critique de cinéma en chef pour le Los Angeles Times en 1981, et a occupé ce poste jusqu'en avril 1991. A ce poste, Benson était membre du jury des critiques du Mill Valley Film Festival de 1984  et membre du jury du 35e Festival international du film de Berlin un an plus tard,. Elle a également siégé aux jurys du Festival du film de Sundance, du Festival international du film de Toronto, du Festival international du film de Chicago, du Aspen Shortsfest  et à Seattle. Elle a reçu le prix Vesta du Los Angeles Woman's Building en 1987. Après avoir quitté son poste de critique de cinéma, Benson a brièvement rédigé une chronique hebdomadaire toujours pour le Los Angeles Times sur l'art en général avant de se retirer complètement du journal en décembre 1991.
Benson a rejoint la nouvelle Microsoft Cinemania en août 1995  et en a été le critique de cinéma jusqu'à sa dissolution en juin 1998. Elle a également enseigné l'écriture critique à l'UCLA. Elle était affiliée à la National Society of Film Critics, à l'Alliance of Women Film Journalists, à la Los Angeles Film Critics Association  et à Parallax View (Seattle). Sa couverture, ses essais et ses interviews ont été publiés dans des publications telles que Variety, Premiere, Film Comment et The New York Times.
Après avoir déménagé à Seattle en 1996, Benson est devenue critique de films et de livres au Seattle Weekly ,. Elle a ensuite écrit pour Critic Quality Feed.
Benson a été l'écrivain et l'hôte de l'hommage du centenaire de l'Académie des arts et des sciences du cinéma à Mary Pickford en 1993. Elle a également écrit la narration de The First 100 Years: A Celebration of American Film de HBO et les notes de pochette pour la sortie DVD de Tomorrow de Horton Foote.
Le premier mariage de Benson était avec Charles Ashley. Ensemble, ils ont eu deux enfants, Eden et Ann. Elle épousa plus tard Walter Benson, avec qui elle eut une fille, Caitlin. Son troisième mariage était avec Herman Hong. Ils n'eurent pas d'enfants et restèrent mariés jusqu'à sa mort. Elle résidait à Bellingham, Washington.
Benson est décédée le 23 février 2022 à Seattle à l'âge de 91 ans.